# Olimpíada de xadrez de 2018
A Olimpíada de Xadrez de 2018, organizada pela Fédération Internationale des Échecs (FIDE) bem como vários eventos para promover o jogo de xadrez foi realizada em Batumi, Geórgia, de 23 de setembro a 7 de outubro de 2018. A Federação de Xadrez da Geórgia também sediou a Copa do Mundo de Xadrez de 2017, que aconteceu em Tbilisi. A proposta de orçamento para os dois eventos é de 20 milhões de dólares.

## Processo de licitação
O Congresso realizado durante a Olimpíada de Xadrez de 2014 recebeu propostas para sediar a Copa do Mundo de xadrez de 2017 e a Olimpíada de 2018 das federações nacionais da Geórgia e África do Sul. A África do Sul propôs a Cidade do Sol e Durban como cidades sedes, enquanto a Geórgia proposta de Tbilisi e Batumi, respectivamente. A Geórgia foi a vencedora ao receber 93 contra 58 da África do Sul.